# Palacio de Guenete Leul
El Palacio de Guenete Leul es un palacio en Adís Abeba, Etiopía. El nombre significa paraíso de los príncipes. El palacio fue construido por el emperador Haile Selassie en 1930. El emperador y su familia hicieron del palacio su residencia principal, pero la sede del gobierno se mantuvo en el Palacio Imperial.
El Emperador Haile Selassie regresó al palacio, cuando volvió del exilio después de la Segunda Guerra Mundial. Durante un intento de golpe de Estado en 1960, varios funcionarios del gobierno fueron masacrados en el palacio. A la luz de estos hechos, el emperador se trasladó al "Palacio del Jubileo". Cedió el Palacio Leul Guenete a la Universidad Haile Selassie, que pasó a llamarse Universidad de Addis Abeba en 1974. El palacio pasó a llamarse Sala Ras Makonnen en honor del padre del emperador.